# 한중 바둑리그 우승팀 대항전
한중 바둑리그 우승팀 대항전은 한국바둑리그 우승팀과 중국 갑조리그 우승팀이 벌이는 이벤트 매치로, 2019 KB국민은행 한·중 바둑리그 챔피언스컵은 한국기원이 주최하고 중국위기협회가 협력하며 KB국민은행이 후원한다. 첫 대회는 미소지움 2005 한중챔피언스리그란 대회명으로 우승팀인 신성건설의 후원으로 시작되었다가 1년 만에 중지되었으나, 2018년 진리(金立)배 한ㆍ중 바둑리그 우승팀 대항전이란 이름으로 다시 재개되었다.

## 상금
- 우승상금은 2천만원, 준우승은 1천만원이다.(2006년)
- 우승상금은 2천5백만원, 준우승은 1천2백만원이다.(2018년)
- 우승상금은 5천만원, 준우승은 2천만원이다.(2019년)

## 대국규정
- 4인 단체전으로 치러지며, 만약 2대2로 동률이 날 경우에는 각 팀 지명자가 속기로 재대결을 펼치게 된다. 장고대국은 각2시간40분, 초읽기 1분5회, 속기대국은 각 10분, 초읽기 50초 3회로 벌어진다.(2006년 대회)
- 팀당 4명씩 출전해 총 2차전으로 진행한다. 두 차례 대결을 벌여 승국이 많은 팀이 우승한다. 동률을 이룰 경우 2차전 주장전 성적으로 판가름한다. 매 경기 세 판은 장고대국으로 제한시간 2시간, 초읽기 1분 5회, 한 판은 속기로 1수 30초, 고려시간 1분 10회로 펼쳐진다.(2018년 대회)
- 5인 단체전으로 치러지며, 두 차례 대결을 벌여 승국이 많은 팀이 우승한다. 동률을 이룰 경우 2차전 주장전 성적으로 판가름한다. 대국 방식은 장고 1대국, 속기 4대국으로 진행된다. 장고대국의 제한시간은 각자 1시간, 초읽기 1분 1회, 속기대국은 각자 10분, 초읽기 40초 5회이다.(2019년 대회)

## 대회결과

### 미소지움 2005 한중챔피언스리그
| 대국 | 날짜            | 방식 | 신성건설   | 전 | 적 | 상해 이동통신 | 결과       |
| ---- | --------------- | ---- | ---------- | -- | -- | ------------- | ---------- |
| 1    | 2006년 2월 27일 | 장고 | 이희성六단 | O  | X  | 후야오위八단  | 흑 반집승  |
| 2    | 2006년 2월 27일 | 장고 | 박정상五단 | X  | O  | 추쥔七단      | 흑 불계승  |
| 3    | 2006년 2월 27일 | 속기 | 박영훈九단 | O  | X  | 류스전六단    | 흑 불계승  |
| 4    | 2006년 2월 27일 | 속기 | 김영환八단 | X  | O  | 창하오九단    | 흑 3.5집승 |
| 결승 | 2006년 2월 27일 | 속기 | 박영훈九단 | O  | X  | 창하오九단    | 백 반집승  |

종합전적 3-2로 신성건설이 우승했다.

### 2018 진리배 한중 바둑리그 우승팀 대항전
1차전
| 대국 | 날짜            | 방식 | 정관장 황진단 | 전 | 적 | 중신 베이징  | 결과       |
| ---- | --------------- | ---- | ------------- | -- | -- | ------------ | ---------- |
| 1    | 2018년 1월 19일 | 장고 | 신진서八단    | O  | X  | 퉈자시九단   | 흑 불계승  |
| 2    | 2018년 1월 19일 | 장고 | 이창호九단    | O  | X  | 한이저우五단 | 백 불계승  |
| 3    | 2018년 1월 19일 | 장고 | 김명훈六단    | O  | X  | 중원징五단   | 흑 2.5집승 |
| 4    | 2018년 1월 19일 | 속기 | 박진솔八단    | X  | O  | 천야오예九단 | 흑 불계승  |

2차전
| 대국      | 날짜            | 방식 | 정관장 황진단 | 전 | 적 | 중신 베이징  | 결과      |
| --------- | --------------- | ---- | ------------- | -- | -- | ------------ | --------- |
| 1         | 2018년 1월 20일 | 속기 | 이창호九단    | O  | X  | 퉈자시九단   | 백 불계승 |
| 2(주장전) | 2018년 1월 20일 | 장고 | 신진서八단    | X  | O  | 천야오예九단 | 백 불계승 |
| 3         | 2018년 1월 20일 | 장고 | 김명훈六단    | O  | X  | 이링타오初단 | 백 불계승 |
| 4         | 2018년 1월 20일 | 장고 | 한승주四단    | X  | O  | 한이저우五단 | 백 불계승 |

종합전적 5-3으로 정관장 황진단이 우승했다.

### 2019 KB국민은행 한중 바둑리그 챔피언스컵
1차전
| 대국 | 날짜            | 방식 | 포스코켐텍 | 전 | 적 | 장쑤 화태증권 | 결과      |
| ---- | --------------- | ---- | ---------- | -- | -- | ------------- | --------- |
| 1    | 2019년 2월 16일 | 장고 | 윤찬희八단 | X  | O  | 자오천위七단  | 백 불계승 |
| 2    | 2019년 2월 16일 | 속기 | 변상일九단 | O  | X  | 위즈잉六단    | 백 불계승 |
| 3    | 2019년 2월 16일 | 속기 | 나현九단   | O  | X  | 퉁멍청七단    | 흑 불계승 |
| 4    | 2019년 2월 16일 | 속기 | 최철한九단 | O  | X  | 미위팅九단    | 백 불계승 |
| 5    | 2019년 2월 16일 | 속기 | 김현찬五단 | X  | O  | 황윈쑹七단    | 백 불계승 |

2차전
| 대국      | 날짜            | 방식 | 포스코켐텍 | 전 | 적 | 장쑤 화태증권 | 결과       |
| --------- | --------------- | ---- | ---------- | -- | -- | ------------- | ---------- |
| 1(주장전) | 2019년 2월 17일 | 장고 | 변상일九단 | X  | O  | 미위팅九단    | 흑 불계승  |
| 2         | 2019년 2월 17일 | 속기 | 나현九단   | O  | X  | 퉁멍청七단    | 흑 불계승  |
| 3         | 2019년 2월 17일 | 속기 | 윤찬희八단 | O  | X  | 위즈잉六단    | 백 2.5집승 |
| 4         | 2019년 2월 17일 | 속기 | 최철한九단 | X  | O  | 황윈쑹七단    | 백 불계승  |
| 5         | 2019년 2월 17일 | 속기 | 김현찬五단 | X  | O  | 자오천위七단  | 흑 불계승  |

종합전적 5-5를 기록했으나 2차전 주장전을 승리한 장쑤 화태증권이 우승했다.